# Offenau (Krückau)
Die Offenau ist ein rechtes Nebengewässer der Krückau im Kreis Pinneberg.
Es speist sich aus dem Klein Offenseth-Bokelsesser Moor, fließt dann Richtung Branderheide und von dort nach Süden durch die Gemeinden Groß Offenseth-Aspern, Klein Offenseth-Sparrieshoop und Bokholt-Hanredder, in deren nach ihm benannten Ortsteil Offenau das Gewässer in die Krückau mündet.
1652 wird das Gewässer als Offenbeck erstmals schriftlich genannt. Als Bestimmungswort liegt der Personenname Offo/Uffo (Genitiv *Offen-) zugrunde.